# Discografia de Hungria Hip Hop
A discografia de Hungria Hip Hop, consiste em três álbuns de estúdio, um álbum ao vivo, três extended play, um álbum promocional e vinte e seis singles lançados desde o início de sua carreira.
Em 2007 lançou sua primeira música, intitulada "Hoje Tá Embaçado", que em três meses contabilizou 120 mil downloads digitais. Em 2009 lançou seu primeiro álbum de estúdio intitulado Hip Hop Tuning, com seu primeiro single, o hit "Bens Materiais", que hoje é considerado um dos maiores clássicos do rap brasiliense. "Bens Materiais" foi lançado com um videoclipe de baixo recurso, mas que não impediu seu destino viral.
Em seguida, fez parte do projeto paralelo Sentinela, uma banda formada por Chacall, Wlad Borges e Hungria, porém foi encerrada após uma desavença entre Hungria e Wlad Borges. Em 2010, Hungria fez parte do grupo Son d’Play. Foi um trabalho desenvolvido em parceria com Chacall e DJ Mixer, sendo importante para que Hungria ganhasse experiência de palco e moldasse a carreira, porém o grupo chegou ao fim quase 3 anos depois, pois Hungria afirmou que seu maior sonho era a carreira solo. Como membro do grupo Son d'Play, Hungria chegou a lançar um álbum de estúdio intitulado Bem Vindo Ao Meu Club, que rendeu alguns sucessos à banda, como "Garota & Diamante", "Apaga a Luz", "De Aro 20", " Rei do Cabaré" e "Viva a Bagaceira".
Em abril de 2013, no retorno da carreira solo, lançou como single promocional a canção "Sai Do Meu Pé". Em fevereiro de 2014 lançou o single "Cama de Casal". Em agosto lançou o single "O Playboy Rodou". Em setembro lançou o single "Baú dos Piratas", com a participação de Misael. No mesmo mês lançou seu primeiro extended play com cinco músicas intitulado O Playboy Rodou. Em outubro lançou o single "Zorro Do Asfalto". Em janeiro de 2015 lançou o single "Carruagem". Em seguida lançou juntamente com Tribo da Periferia o single Insônia. Em setembro lançou como single a canção "Detalhes". Em julho lançou seu segundo álbum intitulado Meu Carona.
Em novembro lançou o single "Bolo Doido", com a participação de Mr. Catra. Em dezembro lançou o single "Astronauta". Em março de 2016 foi lançado o single "Dubai". Em agosto lançou o single "Lembranças", que se tornou uma das músicas de rap mais ouvidas no país. Em outubro lançou o single "Provavelmente". Em dezembro lançou em parceria com Lucas Lucco o single "Quebra-Cabeça". Em julho de 2017 lançou o single "Coração De Aço". Em novembro, lançou o single "Não Troco". Em julho de 2018 lançou o single "Beijo Com Trap"; o videoclipe da música contou com a participação de Mano Brown e Mr. Catra. Em novembro lançou o single "Chovendo Inimigo". Em junho foi lançado o single "Um Pedido"; o videoclipe da canção conta um pouco da trajetória do cantor ao longo desses anos. Em seguida lançou o single "Primeiro Milhão".

## Álbuns

### Álbuns de estúdio
| Álbum                                  | Detalhes                                                                                              | Melhores posições | Vendas     | Certificações |
| Álbum                                  | Detalhes                                                                                              | BRA               | Vendas     | Certificações |
| -------------------------------------- | --- | ----------------- | ---------- | ------------- |
| Hip Hop Tuning                         | - Lançamento: 2009 - Formatos: CD, download digital, streaming - Gravadora: Usina Music               | —                 | —          | —             |
| Bem Vindo Ao Meu Club (com Son d'Play) | - Lançamento: 2011 - Formatos: CD, download digital, streaming - Gravadora: Kamika-Z                  | —                 | —          | —             |
| Meu Carona                             | - Lançamento: 14 de julho de 2015 - Formatos: Download digital, streaming - Gravadora: Best Produções | 43                | - : 50.000 | : Ouro        |

### Extended play (EP)
| Álbum                     | Detalhes                                                                                       |
| ------------------------- | ---------------------------------------------------------------------------------------------- |
| O Playboy Rodou           | - Lançamento: 26 de setembro de 2014 - Formatos: download digital, streaming - Gravadora: Best |
| Cheiro de Mato - Acústico | - Lançamento: 21 de agosto de 2020 - Formatos: download digital, streaming - Gravadora: Best   |
| Universo Particular       | - Lançamento: 21 de Novembro de 2021 - Formatos: download digital, streaming - Gravadora: Best |

### Mixtape / release promocional
| Álbum                     | Detalhes                                                                                             |
| ------------------------- | --- |
| Sentinela (com Sentinela) | - Lançamento: 22 de agosto 2009 - Formatos: Download digital, streaming - Gravadora: Auto-lançamento |

### Álbum ao vivo
| Álbum                                | Detalhes                                                                                           | Melhores posições |
| Álbum                                | Detalhes                                                                                           | BRA               |
| ------------------------------------ | -------------------------------------------------------------------------------------------------- | ----------------- |
| Hungria Hip Hop no Estúdio Showlivre | - Lançamento: 28 de outubro de 2016 - Formatos: Download digital, streaming - Gravadora: Showlivre | 47                |

## Singles

### Como artista principal
| Ano  | Título                                                                                  | Melhores posições | Álbum                                | Certificações   |
| Ano  | Título                                                                                  | BRA               | Álbum                                | Certificações   |
| ---- | --------------------------------------------------------------------------------------- | ----------------- | ------------------------------------ | --------------- |
| 2009 | "Bens Materiais"                                                                        | —                 | Hip Hop Tuning                       |                 |
| 2009 | "Trinca os Graves" (part. Wlad Borges)                                                  | —                 | Hip Hop Tuning                       |                 |
| 2013 | "O Playboy Rodou"                                                                       | —                 | Meu Carona                           |                 |
| 2013 | "Baú dos Piratas" (part. Misael)                                                        | —                 | Meu Carona                           |                 |
| 2014 | "Cama de Casal"                                                                         | —                 | Meu Carona                           |                 |
| 2014 | "Zorro do Asfalto"                                                                      | —                 | Meu Carona                           |                 |
| 2014 | "Insônia" (com Tribo da Periferia)                                                      | —                 | Meu Carona                           |                 |
| 2015 | "Carruagem"                                                                             | —                 | Meu Carona                           |                 |
| 2015 | "Detalhes"                                                                              | —                 | Hungria Hip Hop no Estúdio Showlivre |                 |
| 2015 | "Bolo Doido" (part. Mr. Catra)                                                          | —                 | Não adicionado a nenhum álbum        |                 |
| 2016 | "Astronauta"                                                                            | —                 | Hungria Hip Hop no Estúdio Showlivre |                 |
| 2016 | "Dubai"                                                                                 | 91                | Hungria Hip Hop no Estúdio Showlivre |                 |
| 2016 | "Lembranças"                                                                            | 56                | Hungria Hip Hop no Estúdio Showlivre |                 |
| 2016 | "Provavelmente"                                                                         | —                 | Não adicionado a nenhum álbum        |                 |
| 2016 | "Quebra-Cabeça" (part. Lucas Lucco)                                                     | —                 | Não adicionado a nenhum álbum        |                 |
| 2017 | "Coração de Aço"                                                                        | 44                | Não adicionado a nenhum álbum        |                 |
| 2017 | "Não Troco"                                                                             | 48                | Não adicionado a nenhum álbum        |                 |
| 2018 | "Beijo Com Trap"                                                                        | 7                 | Não adicionado a nenhum álbum        |                 |
| 2018 | "Chovendo Inimigo"                                                                      | 43                | Não adicionado a nenhum álbum        |                 |
| 2019 | "Um Pedido"                                                                             | 2                 | Não adicionado a nenhum álbum        |                 |
| 2019 | "Coração de Aço (Acústico)"                                                             | 25                | Não adicionado a nenhum álbum        |                 |
| 2019 | "Primeiro Milhão"                                                                       | 53                | Não adicionado a nenhum álbum        |                 |
| 2019 | "Made In Favela"                                                                        | 10                | Não adicionado a nenhum álbum        |                 |
| 2019 | "Psicose"                                                                               | 34                | Não adicionado a nenhum álbum        |                 |
| 2020 | "Um Pedido (Acústico)"                                                                  | 1                 | Cheiro do Mato - Acústico            |                 |
| 2020 | "Amor e Fé"                                                                             | 1                 | Cheiro do Mato - Acústico            |                 |
| 2020 | "Pisando na Lua"                                                                        |                   | Cheiro do Mato - Acústico            |                 |
| 2021 | "Psicose"                                                                               |                   | Não adicionado a nenhum álbum        |                 |
| 2021 | "Legacy"                                                                                |                   | Não adicionado a nenhum álbum        |                 |
| 2021 | "Difícil Aceitar"                                                                       |                   | Não adicionado a nenhum álbum        |                 |
| 2021 | "Jasmim"                                                                                | 1                 | Não adicionado a nenhum álbum        |                 |
| 2021 | "Favela no Topo"                                                                        |                   | Universo Particular                  |                 |
| 2021 | "Depois das Onze"                                                                       |                   | Universo Particular                  |                 |
| 2021 | "Cruzeiro da Revoada"                                                                   |                   | Universo Particular                  |                 |
| 2022 | "Outro Patamar"                                                                         |                   | Não adicionado a nenhum álbum        |                 |
| 2022 | "Insônia 2"                                                                             |                   | Não adicionado a nenhum álbum        | Brasil: Platina |
| 2022 | "Pula, Pula" (c/ MC Jacaré)                                                             |                   | Não adicionado a nenhum álbum        |                 |
|      | "—" denota singles que não entraram nas paradas musicais ou não foram lançados no país. |                   |                                      |                 |

### Com Son d‛Play
| Ano  | Título                                                                                  | Melhores posições | Álbum                 |
| Ano  | Título                                                                                  | BRA               | Álbum                 |
| ---- | --------------------------------------------------------------------------------------- | ----------------- | --------------------- |
| 2011 | "De Aro 20"                                                                             | —                 | Bem Vindo Ao Meu Club |
| 2011 | "Garota & Diamante"                                                                     | —                 | Bem Vindo Ao Meu Club |
| 2012 | "Viva a Bagaceira"                                                                      | —                 | Bem Vindo Ao Meu Club |
| 2012 | "Rei do Cabaré"                                                                         | —                 | Bem Vindo Ao Meu Club |
| 2012 | "Apaga a Luz"                                                                           | —                 | Bem Vindo Ao Meu Club |
|      | "—" denota singles que não entraram nas paradas musicais ou não foram lançados no país. |                   |                       |

### Como artista convidado
| Ano  | Título                                                                                  | Melhores posições | Álbum                         | Certificações |
| Ano  | Título                                                                                  | BRA               | Álbum                         | Certificações |
| ---- | --------------------------------------------------------------------------------------- | ----------------- | ----------------------------- | ------------- |
| 2014 | "Combina Comigo" (R.A.V. part. Hungria Hip Hop & Pacificadores)                         | —                 | Não adicionado a nenhum álbum |               |
| 2015 | "Rolé Na City" (Pacificadores part. Hungria Hip Hop & Misael)                           | —                 | Meu Carona                    |               |
| 2017 | "Eu Vou Te Buscar (Cha La La La La)" (Gusttavo Lima part. Hungria Hip Hop)              | 1                 | O Embaixador                  | : 3× Platina  |
| 2017 | "A Rua" (Pacificadores part. Hungria Hip Hop)                                           | —                 | A Rua                         |               |
| 2018 | "Abraço Forte" (Bhaskar part. Hungria Hip Hop)                                          | —                 | Não adicionado a nenhum álbum |               |
| 2018 | "Saudade" (Claudia Leitte part. Hungria Hip Hop)                                        | 1                 | Não adicionado a nenhum álbum |               |
| 2019 | "Zóio de Lula" (Maneva part. Hungria Hip Hop, Marcelo D2 e Nação Zumbi)                 | 51                | Não adicionado a nenhum álbum |               |
| 2020 | "Calor do C#rai" (Whindersson Nunes part. Hungria Hip Hop)                              |                   | Pauí                          |               |
| 2020 | "Um Brinde Pra Nós" (MC Lipi part. Hungria Hip Hop)                                     |                   | Não adicionado a nenhum álbum |               |
| 2020 | "Carolina" (MC Paulin da Capital part. Hungria Hip Hop)                                 |                   | Não adicionado a nenhum álbum |               |
| 2022 | "Que Nem Criança" (Misael part. Hungria Hip Hop)                                        |                   | Não adicionado a nenhum álbum |               |
|      | "—" denota singles que não entraram nas paradas musicais ou não foram lançados no país. |                   |                               |               |

## Outras aparições
| Ano  | Título                                                    | Álbum                         |
| ---- | --------------------------------------------------------- | ----------------------------- |
| 2010 | "Paga-Pau" (RodStar part. Unidade Bass & Hungria Hip Hop) | Hip Hop Tuning                |
| 2015 | "Jorge Maravilha" (Eletrosampop part. Hungria Hip Hop)    | Não adicionado a nenhum álbum |
| 2017 | "Vida de Boy" (L.A. part. Hungria Hip Hop)                | Essência                      |
| 2019 | "Emergência" (Diego & Ray part. Hungria Hip Hop)          | Não adicionado a nenhum álbum |